# Trzęsienie ziemi w Chinach (1920)
Trzęsienie ziemi w Chinach w 1920 – trzęsienie ziemi, które miało miejsce w Chinach 16 grudnia 1920, głównie w regionie Ningxia i prowincji Gansu, w rejonie miast Lijunbu, Haiyuan i Ganyanchi. Trzęsienie ziemi miało siłę 7,8 stopni w skali Richtera. Wstrząsy pochłonęły życie dwustu tysięcy osób, co czyni je czwartym pod względem liczby ofiar trzęsieniem ziemi w historii.

## Trzęsienie ziemi i jego następstwa
Wstrząsy, które wystąpiły 16 grudnia 1920 około godziny siódmej wieczorem w rejonie gór Liupan (w prowincji Ningxia), uruchomiły szereg niszczących lawin i osuwisk. Właśnie pod jednym z takich obrywów zginęła cała wioska Sujiahe w okręgu Xiji. Do podobnych zdarzeń doszło w wielu innych miejscowościach w najbliższym sąsiedztwie epicentrum.
Trzęsienie całkowicie zniszczyło miasta Longde i Huining. Żywioł pozmieniał biegi wielu rzek – część z nich tamując, uformował nowe wzniesienia lub głębokie doliny, zmieniając topografię terenu. Wstrząsom towarzyszyły także liczne pęknięcia i szczeliny w gruncie, m.in. długie na dwieście kilometrów pofałdowanie, biegnące od Lijunbu, poprzez Ganyanchi do Jingtai.
Trzęsienie ziemi dotknęło sześć prowincji: Ningxia, Gansu, Qinghai, Henan, Shaanxi i część Shanxi, niszcząc zabudowę tamtejszych głównych ośrodków miejskich: Lanzhou, Taiyuan, Yinchuan, Xining i Xi’an. Najbardziej zaś dotkniętymi okręgami okazały się: Xiji i Haiyuan. Wibracje odczuto na olbrzymiej przestrzeni: od Morza Żółtego po prowincję Qinghai i od południowych części Mongolii Wewnętrznej po centralne obszary prowincji Syczuan. W odległym Pekinie zakołysały się lampiony.
Echa trzęsienia ziemi, tzw. sejsze, można było zaobserwować nawet w zachodniej Norwegii na powierzchni dwóch jezior i trzech fiordów.

## Sytuacja po wstrząsach
Sytuacja dotkniętych trzęsieniem społeczności przedstawiała się w niezwykle ciemnym świetle: w regionie zapanowała klęska głodu, a ponieważ żywioł dotknął mieszkańców w samym środku zimy, wieleset ludzi po prostu zamarzło. Niektóre źródła mówiły nawet o konających, rozszarpywanych przez wilki. Żniwo śmierci dopełniły nękające ludność jeszcze w lata po trzęsieniu epidemie chorób.

## Liczba ofiar
Trzęsienie ziemi pochłonęło łącznie około dwustu tysięcy ofiar. W samym tylko okręgu Haiyuan życie straciło 73 tysiące osób, zaś w rejonie Guyuan – ponad 30 tysięcy.
Na tak dużą liczbę ofiar miał wpływ fakt, iż w dniu, w którym doszło do trzęsienia, w całym regionie panowała sroga zima, zmuszając mieszkańców do pozostania w siedzibach.